# Яроцкий, Василий Гаврилович
Васи́лий Гаври́лович Яро́цкий (1855/1856—1917) — русский экономист; заслуженный профессор Александровского лицея.

## Биография
Родился 20 декабря 1855 (1 января 1856) года в Санкт-Петербурге в семье капитана Гавриила Самойловича Яроцкого, который 12 июля 1853 года женился на купеческой дочери Доротее-Генриетте (Дарья Васильевна) Гребнер; венчание родителей и крещение Василия состоялись в церкви Вознесения Господня при Адмиралтейских слободах.
Был вольноприходящим учеником в Николаевском сиротском институте (вып. 1874); затем поступил в Горный институт, но проучился там два года и поступил на административное отделение юридического факультета Санкт-Петербургского университета, которое окончил в 1880 году кандидатом за сочинение «Производительные ассоциации в Англии, Германии и Франции». Был оставлен при университете на стипендию Е. И. Ламанского для приготовления к профессорскому званию и командирован на полтора года за границу. Преимущественно занимался немецких университетах.
После возвращения в Россию выдержал весной 1883 года магистерский экзамен по политической экономии и статистике и добавочный — по финансовому праву. С сентября 1883 года в качестве ординарного профессора начал читать лекции политической экономии и финансового права в Императорском Александровском лицее. В январе 1885 года в качестве нештатного преподавателя (штатный с 01.01.1891) начал чтение лекций финансового права в Военно-юридической академии, где также с октября 1893 года состоял делопроизводителем Конференции.
В 1883 году был приглашён Министерством Финансов для разработки вопроса об ответственности предпринимателей за несчастные случаи с рабочими и страхования рабочих. Летом 1886 года был министерство направило его в командировку для изучения страхования рабочих в Германии. Результатом этих работ был составленный в Министерстве финансов законопроект об ответственности владельцев промышленных предприятий за смерть и увечье рабочих, представленный на рассмотрение Государственного совета.
С сентября 1888 года — приват-доцент Санкт-Петербургского университета по кафедре политической экономии; читал различные специальные курсы по политической экономии: по истории политической экономии и системе хозяйства, экономическую политику, отделы о законодательном регулировании отношений хозяев и рабочих, о рабочих товариществах и ассоциациях, о сельскохозяйственной экономии (с практическими занятиями), а затем общий курс статистики.
Получил степень магистра политической экономии за сочинение «Экономическая ответственность предпринимателей» (СПб., 1887); степень доктора —— за диссертацию «Страхование рабочих в связи с ответственностью предпринимателей» (СПб., 1895), которая была защищена в Московском университете.
С 6 декабря 1897 года — действительный статский советник.
С 1897 года читал публичные лекции по политической экономии и финансовому праву в Обществе распространения коммерческих знаний, в котором заведовал коммерческими курсами, учрежденными в 1908 году. В 1908 году, по выслуге 25-летнего срока, получил звание заслуженного профессора Александровского лицея. В октябре 1910 года был уволен из лицея «согласно прошению». В ноябре 1911 года после избрания был назначен на трёхлетний срок членом совета лицея; в январе 1915 года был назначен членом конференции лицея.
По убеждениям был умеренным социалистом. Яроцкий утверждал, что деятельность «человеческого сердца» должна иметь своё законное место в экономических вопросах. Бесконечное разнообразие нравственных условий и целей человеческого существования самым тесным образом связано, по мнению Яроцкого, с экономическими явлениями. Он настаивал на переориентации всей экономической науки на этическую основу.
После Февральской революции специальным указом Временного правительства был назначен с 26.04.1917 сенатором второго департамента сената.
В числе наград имел: орден Св. Анны 2-й ст. (1895), орден Св. Владимира 3-й ст. (1905), орден Св. Станислава 2-й (1893) и 1-й ст. (1909).
Умер 29 июня (12 июля) 1917 года. Похоронен на Новодевичьем кладбище Санкт-Петербурга. На Новодевичьем кладбище в Санкт-Петербурге были похоронены на одном участке: его отец Гавриил Самойлович Яроцкий († 17.04.1875; действительный статский советник), Сергей Гаврилович (5.10.1867 — 30.12.1896) и Владимир Гаврилович († 18.08.1903) Яроцкие — вероятно, это братья Василия Гавриловича Яроцкого. Согласно «Книге записи захоронений на купленные места. 1852—1887» на Новодевичьем кладбище одно место в 3-м разряде было выкуплено 21.04.1875 вдовой действительного статского советника Дарьей Васильевной Яроцкой; потом на этом месте 4 января 1897 года был погребён её сын, Сергей Гаврилович Яроцкий. Вдова Василия Гавриловича Яроцкого, Екатерина Семёновна Яроцкая приобрела 12 августа 1917 года место для погребения на Новодевичьем кладбище рядом с мужем.